# Supertek Computers
Supertek Computers Inc. — американская компания, производитель компьютеров. Основана в 1985 году в Санта-Кларе (Калифорния) ранее работавшим в Hewlett-Packard менеджером проектов, Майком Фангом с целью проектировать и продавать недорогие минисуперкомпьютеры, совместимые с компьютерами компании Cray.
Первым продуктом компании был Supertek S-1, компактный клон векторного суперкомпьютера Cray X-MP с воздушным охлаждением, который работал под управлением операционной системы Cray Time Sharing System, а позднее и под одной из версий Unix. Он был выпущен в 1989 году. Было продано всего 10 штук до того момента, как Supertek Computers была куплена компанией Cray Research в 1990 году, после чего S-1 недолгое время продавался уже как Cray XMS. На момент покупки компании в процессе разработки находился Supertek S-2, клон Cray Y-MP, который в 1992 году был выпущен как Cray Y-MP EL.